# Cantó de Dijon-1
El cantó de Dijon-1 és un cantó francès del departament de Costa d'Or, situat al districte de Dijon. Té 8 municipis part del de Dijon.

## Municipis
- Dijon (part)

## Història
| Data d'elecció                           | Identitat        | Partit | Qualitat |
| ---------------------------------------- | ---------------- | ------ | -------- |
| 1945-1973                                | Jean Veillet     | CNI    |          |
| 1973-1976                                | M. Ampaud        | RI     |          |
| 1976-1982                                | René Berthaut    | PS     |          |
| 1982-2001                                | Louis Berthou    | RPR    |          |
| 2001-                                    | Ludovic Rochette | UMP    |          |
| les dades anteriors no són pas conegudes |                  |        |          |
|                                          |                  |        |          |